# ローラン・マルケスト
ローラン＝オノレ・マルケスト（Laurent-Honoré Marqueste、1848年6月12日 - 1920年4月5日）は、フランスの彫刻家である。

## 略歴
フランス南西部のトゥールーズで生まれた.。トゥールーズ出身の彫刻家のアレクサンドル・ファルギエールの弟子になり、パリ国立高等美術学校でフランソワ・ジョフロワの学生にもなった。1871年に浅浮彫の作品でローマ賞を受賞し、1872年から1875年の間、在ローマ・フランス・アカデミーに留学した。
1874年からパリのサロンに出展を始め、その年3等のメダルを受賞した。1876年のサロンで1等のメダル、1878年のサロンで2等のメダルを受賞した。
1884年にレジオンドヌール勲章（シュバリエ）を受勲し、後に、オフィシエ、1903年にコマンドゥールを受勲した。1889年のパリ万国博覧会の展覧会で金賞を受賞し、1900年のパリ万国博覧会の展覧会で大賞を受賞した。
師匠のファルギエールと同様、「新フィレンツェ派(néo-florentins )」と呼ばれるフランスの彫刻家の一人で、このグループの彫刻家にはアントナン・メルシエ(1845-1916)やポール・デュボア(1829-1905)、アンリ・シャピュ(1833-1891)といった彫刻家がいる。
1893年からパリ国立高等美術学校で教え、教授の称号を得た。1900年にフランス学士院の会員に選ばれた。
パリ市からテュイルリー庭園(jardin des Tuileries)やリュクサンブール宮殿、アレクサンドル3世橋などの彫像など多くの注文を受けた。
1920年にパリで没した。

## 作品

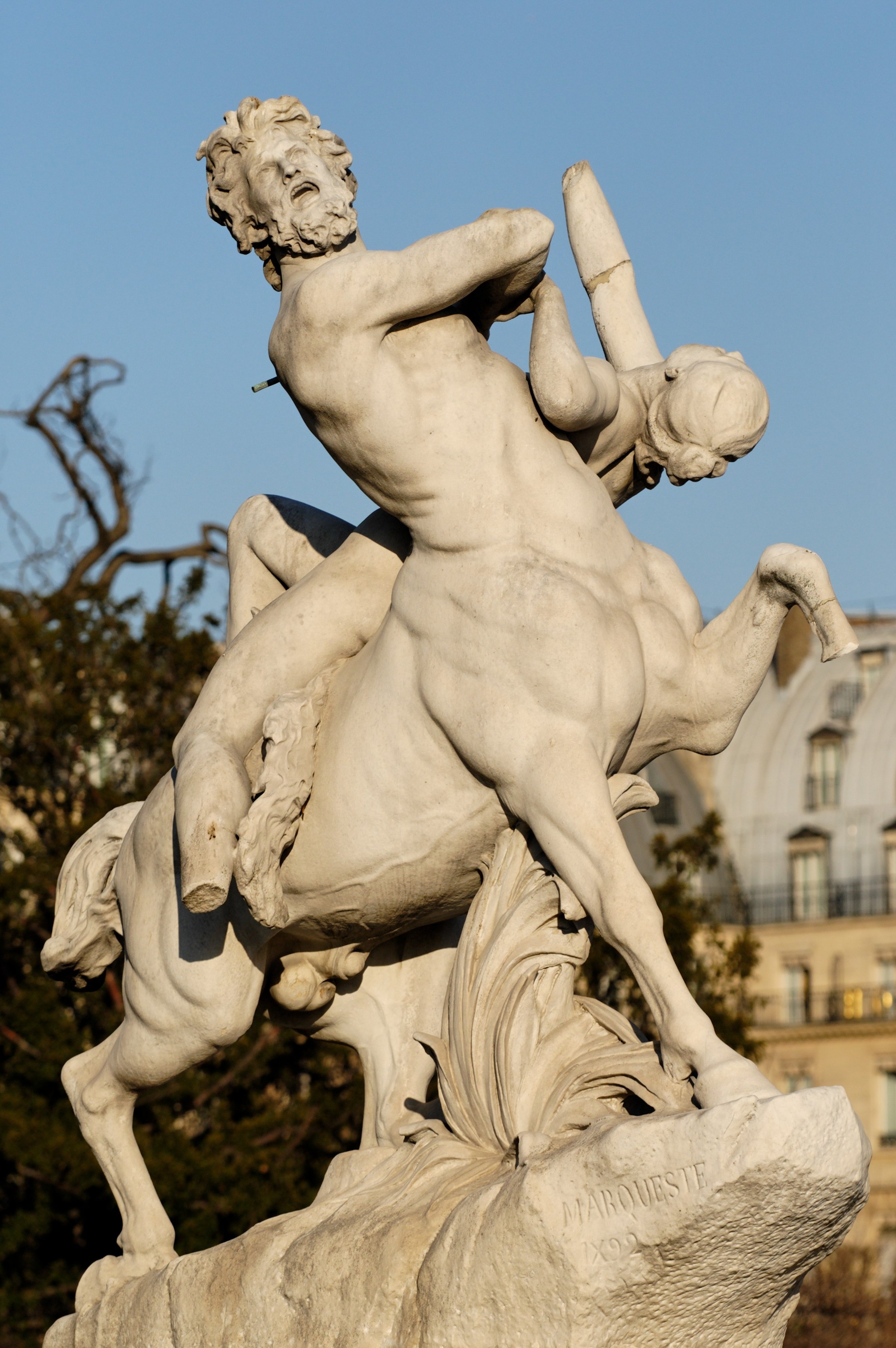
テュイルリー庭園のニンフを攫うケンタウロス (1892)
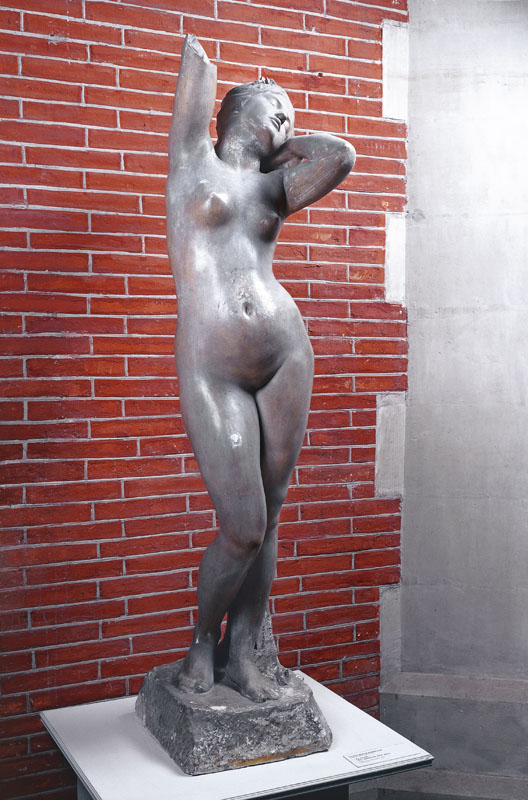
"Le Réveil" オーギュスタン美術館
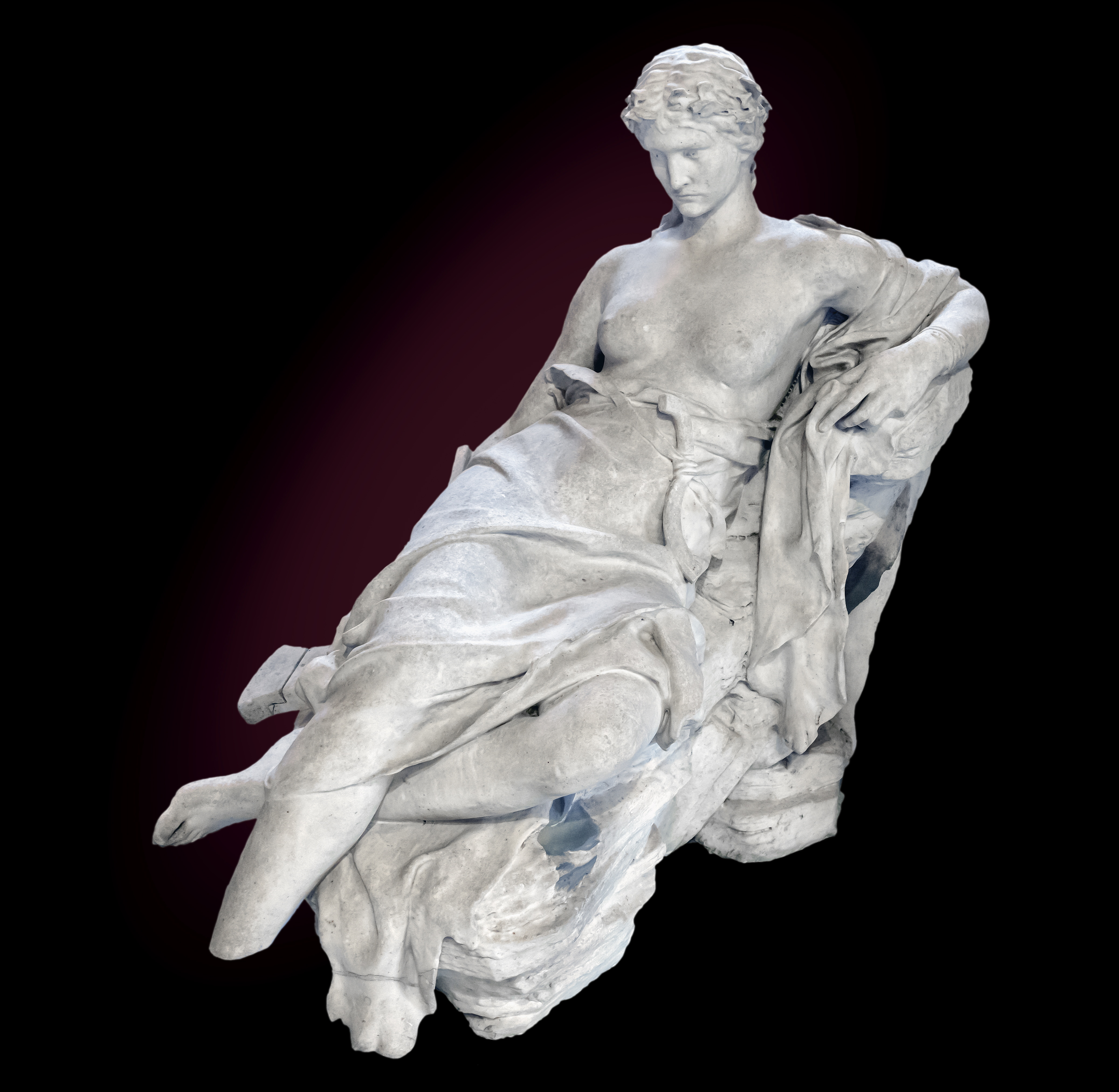
ウェレダ (c.1877) オーギュスタン美術館
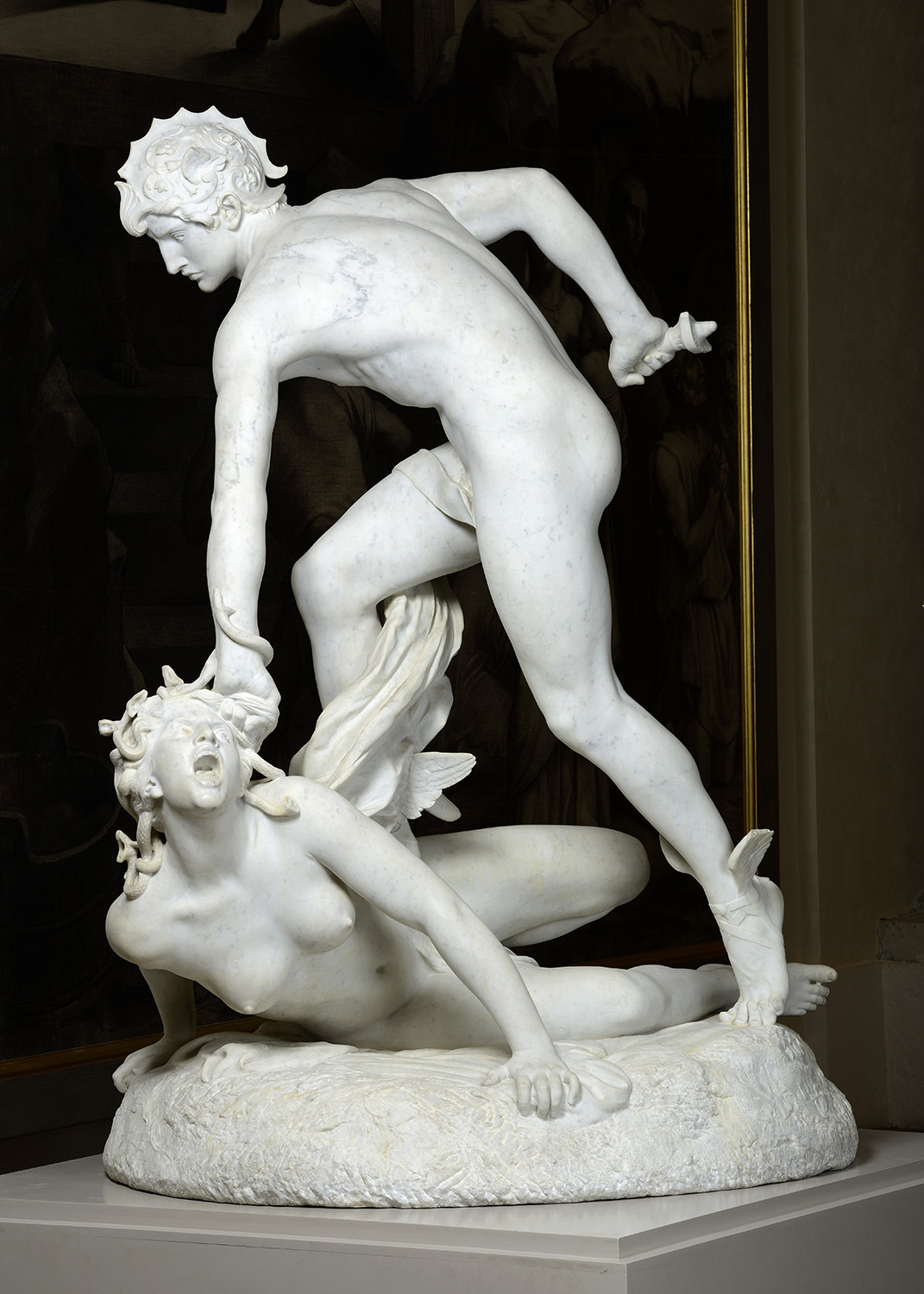
「ペルセウスとゴルゴーン」(1890) リヨン美術館